# Lee Ritenour
Lee Mack "Captain Fingers" Ritenour (*11. ledna 1952, Los Angeles) je jazzový kytarista a skladatel. Svoji kariéru začal v šestnácti letech tím, že se podílel na jazzových sessionech a improvizacích. Podílel se na více než 3000 koncertech a nahrál 40 sólových alb. Mezi jeho celosvětově známé hity patří píseň "Is It You" z roku 1981. Je velmi zdatný univerzální hráč ovládající širokou škálu stylů, jeho hudbu ovlivnil také palcem hrající oktávotvý mág, kytarista Wes Montgomery, kterého velice obdivoval. Řada jeho alb, zejména v poslední době se přiklání spíše k popu.

## Život
Narodil se 11. ledna 1952 v Los Angeles v Kalifornii. Své první veřejné vystoupení absolvoval již v šestnácti letech s kapelou Mamas and the Papas. V 70. letech dvakrát vyhrál cenu "Guitar Player Magazines Best Studio Guitarist". Je znám hrou na červený Gibson ES-335 a Gibson L5. V roce 1976 vydal své první sólové album "First Course". Od té doby vydal přes 30 alb — přičemž 30. albem je "Rit's House" z roku 2002. Další z jeho významných děl je popové album "Rit", kde hostuje zpěvák Eric Tagg. Toto album obsahuje hity jako "It is You" nebo "Mr. Briefcase". V 90. letech byl jedním ze zakládajících členů skupiny Fourplay. Byl nominován na 17krát na cenu Grammy, jednu vyhrál a umístil se na špičce mnoha kytarových žebříčků po celém světě.
Během své kariéry experimentoval s různými žánry. Často zapojoval prvky funku, popu, rocku, blues nebo brazilské hudby a jazzu. V 80. letech obdržel vlastní osobní model kytary Ibanez LR-10. Tuto kytaru je možné slyšet pouze na albu "Rit". V současnosti hraje na své kytary značky Gibson, se kterými hrál v 70. letech, a také na svůj nový osobní model taktéž od značky Gibson.